# Pokora (film)
Pokora (v izvirniku Atonement) je filmska upodobitev istoimenskega romana Iana McEwana, ki jo je režiral Joe Wright, scenarij zanjo je napisal Christopher Hampton, v njej pa so igrali James McAvoy,  Keira Knightley in Saoirse Ronan. Film je produciralo podjetje Working Title Films, snemali pa so ga v Angliji in Franciji poleti leta 2006. Distribiralo ga je podjetje Universal Studios (razen za verzijo, ki je izšla v Severni Ameriki; ta je vključevala dele, ki jih je distribiralo podjetje Focus Features). Na Irskem in v Veliki Britaniji je izšel 7. septembra 2007, v ZDA pa 7. decembra tistega leta.
Film Pokora se je premierno predvajal na 64. beneškem filmskem festivalu, s čimer je Joe Wright, ki je imel takrat petintrideset let, postal najmlajši režiser, kar jih je kdaj otvorilo ta dogodek. Film so leta 2007 predvajali tudi na filmskem festivalu v Vancouvru.
Film je bil na 80. podelitvi oskarjev nagrajen z oskarjem v kategoriji za »najboljšo originalno partituro«, nominiran pa je bil še za šest drugih, vključno s kategorijami za »najboljšo režijo,« »najboljši neoriginalni scenarij« in »najboljšo stransko igralko«(Saoirse Ronan). Na 61. podelitvi nagrad BAFTA je prejel nagrado v kategoriji za »film leta«.

## Igralska zasedba
- Keira Knightley kot Cecilia Tallis
- James McAvoy kot Robbie Turner
- Saoirse Ronan kot Briony Tallis (13 let)
- Romola Garai kot Briony Tallis (18 let)
- Vanessa Redgrave kot Briony Tallis (77 let)
- Harriet Walter kot Emily Tallis
- Patrick Kennedy kot Leon Tallis
- Brenda Blethyn kot Grace Turner
- Juno Temple kot Lola Quincey
- Charlie in Felix von Simson kot Jackson in Pierrot Quincey
- Benedict Cumberbatch kot Paul Marshall
- Daniel Mays kot Tommy Nettle
- Nonso Anozie kot Frank Mace
- Jérémie Renier kot Luc Cornet
- Anthony Minghella kot novinar